# Tenjin (Fukuoka)
Pour les articles homonymes, voir Tenjin (homonymie).
Tenjin (天神) est le nom d'un quartier de l'arrondissement de Chūō-ku de la ville de Fukuoka au Japon.
On y trouve l’ACROS Fukuoka.